# 少林寺拳法全日本学生大会
少林寺拳法全日本学生大会（しょうりんじけんぽう ぜんにほんがくせい たいかい）は、全日本学生少林寺拳法連盟が主催する、大学生を対象とした少林寺拳法の全国大会である。

## 概要
大会は毎年秋頃に日本武道館で開催され、全国の大学少林寺拳法部に所属する学生が参加する。参加資格を満たす学生であれば、地域大会の成績にかかわらず出場が可能である。競技は主に演武（組演武・単演・三人掛け・団体）および立合評価法で構成され、学生拳士の技術向上と交流を目的としている。

## 主催団体
大会は全日本学生少林寺拳法連盟によって主催され、同連盟は全国の地域学生連盟（関東、関西、東北、九州など）によって構成される。大会運営の実務は、関東学生少林寺拳法連盟が中心となって担当している。

## 歴史
本大会は1967年に第1回が開催され、2025年現在で第59回を数える。長年にわたり、大学における少林寺拳法の技術発表と交流の場として機能してきた。

## 実施種目
- 演武
- 組演武
  - 男子三段以上
  - 男子二段
  - 男子初段
  - 男子茶帯[注釈 1]
  - 男子白緑[注釈 1]
  - 女子三段以上[注釈 2]
  - 女子二段
  - 女子初段
  - 女子茶帯[注釈 3]
  - 女子白緑[注釈 3]
  - 男女二段以上
  - 男女初段
  - 男女茶帯[注釈 4]
  - 男女白緑[注釈 4]
- 単独演武
  - 単独有段
  - 単独茶帯[注釈 5]
  - 単独白緑[注釈 5]
- 三人掛け
- 団体[注釈 6]
- 女子団体
- 立合評価法
  - 男子軽量級
  - 男子中量級
  - 男子重量級
  - 女子軽量級
  - 女子中量級

## 歴代大会最高武階優勝者
以下は各年度における、優勝者一覧である。（※一部不明な年度あり。情報は随時追加予定）

記載できる枠の都合上、以下の種目の優勝者のみ記載する。
- 演武
  - 男子三段以上(男子組)
  - 女子三段以上・女子二段以上(女子組)[注釈 2]
  - 男女二段以上(男女組)
  - 単独有段(単独)
  - 三人掛け
  - 団体[注釈 6]
  - 女子団体
- 立合評価法
  - 男子軽量級
  - 男子中量級
  - 男子重量級
  - 女子軽量級
  - 女子中量級

| 回次            | 開催年       | 演武                     | 演武                         | 演武                       | 演武               | 演武                              | 演武               | 演武               | 立合評価法         | 立合評価法         | 立合評価法         | 立合評価法         | 立合評価法          | 総合               |
| 回次            | 開催年       | 男子組                   | 女子組                       | 男女組                     | 単独               | 三人掛け                          | 団体               | 女子団体           | 男子               | 男子               | 男子               | 女子               | 女子                | 総合               |
| 回次            | 開催年       | 男子組                   | 女子組                       | 男女組                     | 単独               | 三人掛け                          | 団体               | 女子団体           | 軽量級             | 中量級             | 重量級             | 軽量級             | 中量級              | 総合               |
| --------------- | ------------ | ------------------------ | ---------------------------- | -------------------------- | ------------------ | --------------------------------- | ------------------ | ------------------ | ------------------ | ------------------ | ------------------ | ------------------ | ------------------- | ------------------ |
| 第1回 ～ 第50回 | 1967 ～ 2016 | 記録不詳のため省略       | 記録不詳のため省略           | 記録不詳のため省略         | 記録不詳のため省略 | 記録不詳のため省略                | 記録不詳のため省略 | 記録不詳のため省略 | 記録不詳のため省略 | 記録不詳のため省略 | 記録不詳のため省略 | 記録不詳のため省略 | 記録不詳のため省略  | 記録不詳のため省略 |
| 第51回          | 2017         |                          |                              |                            |                    |                                   |                    |                    |                    |                    |                    |                    |                     |                    |
| 第52回          | 2018         |                          |                              |                            |                    |                                   |                    |                    |                    |                    |                    |                    |                     |                    |
| 第53回          | 2019         |                          |                              |                            |                    |                                   |                    |                    |                    |                    |                    |                    |                     |                    |
| 第54回          | 2020         |                          |                              |                            |                    |                                   |                    |                    |                    |                    |                    |                    |                     |                    |
| 第55回          | 2021         |                          |                              |                            |                    |                                   |                    |                    |                    |                    |                    |                    |                     |                    |
| 第56回          | 2022         |                          |                              |                            |                    |                                   |                    |                    |                    |                    |                    |                    |                     |                    |
| 第57回          | 2023         | 神嵜真季 城澤大河 (明治) | 田中夢真 中野なつみ (明治)   | 立元日香里 前田琉彗 (日体) | 末松竜馬 (鹿児島)  | 杉山奏太 那須心星 三谷聡伸 (日体) | 日体               | 同志社             | 山口輝 (日体)      | 高橋楓河 (法政)    | 藤井陸 (早稲田)    | 栗川奈々 (近畿)    | 森未来 (大産)       | 日体               |
| 第58回          | 2024         | 日光駿太 鈴木出海 (明治) | 久保田羽菜 坂本結衣 (早稲田) | 片庭来美 城澤大河 (明治)   | 阿蘓品泰輝 (明治)  | 川崎空人 下野大和 中泉蓮 (日体)   | 日体               | 同志社             | 寺田健人 (東京)    | 前田琉彗 (日体)    | 堀田崚介 (近畿)    | 阿部虹花 (日女体)  | 喜多あみる (同志社) | 日体               |
| 第59回          | 2025         |                          |                              |                            |                    |                                   |                    |                    |                    |                    |                    |                    |                     |                    |